# العلاقات الأذربيجانية الدومينيكية
العلاقات الأذربيجانية الدومينيكية هي العلاقات الثنائية التي تجمع بين أذربيجان ودومينيكا.

## مقارنة بين البلدين
هذه مقارنة عامة ومرجعية للدولتين:
| وجه المقارنة                                              | أذربيجان        | دومينيكا              |
| --------------------------------------------------------- | --------------- | --------------------- |
| المساحة (كم2)                                             | 86.60 ألف       | 751                   |
| عدد السكان (نسمة)                                         | 10.00 مليون     | 73.92 ألف             |
| الكثافة السكانية (ن./كم²)                                 | 115.47          | 9.84 ألف              |
| العاصمة                                                   | باكو            | روسو                  |
| اللغة الرسمية                                             | اللغة الأذرية   | لغة إنجليزية          |
| العملة                                                    | مانات أذربيجاني | دولار شرق الكاريبي    |
| الناتج المحلي الإجمالي (بليون دولار)                      | 40.75 مليار     | 562.54 مليون          |
| الناتج المحلي الإجمالي (تعادل القوة الشرائية) بليون دولار | 171.56 مليار    | 789.63 مليون          |
| الناتج المحلي الإجمالي الاسمي للفرد دولار أمريكي          | 5.50 ألف        | 7.12 ألف              |
| الناتج المحلي الإجمالي للفرد دولار أمريكي                 | 17.52 ألف       | 10.88 ألف             |
| مؤشر التنمية البشرية                                      | 0.751           | 0.724                 |
| رمز المكالمات الدولي                                      | +994            | +1767                 |
| رمز الإنترنت                                              | .az             | .dm                   |
| المنطقة الزمنية                                           | ت ع م+04:00     | 00، توقيت أطلنطي موحد |

## منظمات دولية مشتركة
يشترك البلدان في عضوية مجموعة من المنظمات الدولية، منها:
| علم المنظمة | اسم المنظمة                        | تاريخ انضمام أذربيجان | تاريخ انضمام دومينيكا |
| ----------- | ---------------------------------- | --------------------- | --------------------- |
|             | الاتحاد البريدي العالمي            | ?                     | ?                     |
|             | يونسكو                             | 3 يونيو 1992          | 9 يناير 1979          |
|             | البنك الدولي للإنشاء والتعمير      | 18 سبتمبر 1992        | 29 سبتمبر 1980        |
|             | وكالة ضمان الاستثمار متعدد الأطراف | 23 سبتمبر 1992        | 7 أكتوبر 1991         |
|             | الاتحاد الدولي للاتصالات           | 10 أبريل 1992         | 28 أكتوبر 1996        |
|             | منظمة الشرطة الجنائية الدولية      | ?                     | ?                     |
|             | مؤسسة التمويل الدولية              | 11 أكتوبر 1995        | 29 سبتمبر 1980        |
|             | الأمم المتحدة                      | 2 مارس 1992           | 18 ديسمبر 1978        |
|             | مؤسسة التنمية الدولية              | 31 مارس 1995          | 29 سبتمبر 1980        |
|             | منظمة حظر الأسلحة الكيميائية       | ?                     | ?                     |

## وصلات خارجية
- موقع وزارة الخارجية الأذربيجانية